# المعهد التحضيري للدراسات الهندسية بصفاقس

شعار المعهد التحضيري للدراسات الهندسية بصفاقس

المعهد التحضيري للدراسات الهندسية بصفاقس هو مؤسسة عمومية تونسية للتعليم العالي في ميدان البيوتكنولوجيا تابع لوزارة التعليم العالي والبحث العلمي والتكنولوجيا وتحت إشراف مباشر لجامعة صفاقس. وقد أنشئ بمقتضى الأمر عدد 65 لعام 1992م المؤرخ في 13 جويلية 1992م.

## أرقام
- طبقا لأرقام 2007 -2008 يدرس بالمعهد 1621 طالبا من بينهم 632 طالبة.

## الأقسام
توجد بالمعهد التحضيري للدراسات الهندسية بصفاقس الأقسام التالية:
- الرياضيات
- الفيزياء
- الكيمياء؛
- التكنولوجيا
- البيولوجيا
- الجيولوجيا

## وصلة خارجية
- موقع المعهد التحضيري للدراسات الهندسية بصفاقس.